# Randstad Holding
Randstad N.V. – międzynarodowa agencja zatrudnienia z siedzibą w Diemen w Holandii. Jest pierwszym pod względem wielkości na świecie przedsiębiorstwem z branży HR, zatrudniając 29 300 własnych pracowników w 2012 r., którzy obsługują codziennie 580 tys. osób. Założycielem Randstad w 1960 był Frits Goldschmeding.

## Randstad Polska
W Polsce holenderska firma działa od 1997 roku w postaci spółki z o.o. o nazwie „Randstad Polska” z siedzibą w Warszawie. W 2013 roku Randstad Holding przejął firmę USG People i w ramach tej operacji polska spółka koncernu przejęła Start People, która była polską jednostką USG People.
Według „Polskiego Forum HR” oraz „Book of Lists” Randstad Polska była w 2013 roku największą firmą świadczącą usługi pracy tymczasowej w Polsce oraz plasowała się na drugim miejscu wśród firm zajmujących się rekrutacją i selekcją.